# Кощеево (Великосельское сельское поселение)
Кощеево — деревня в Великосельском сельском поселении Гаврилов-Ямского района Ярославской области.
Деревня расположена на левом берегу реки Которосль, частично окружена лесом. На противоположном берегу и следующем повороте реки располагается деревня Строково.
Проезд к деревне через Романцево-Дубиково по лесу.

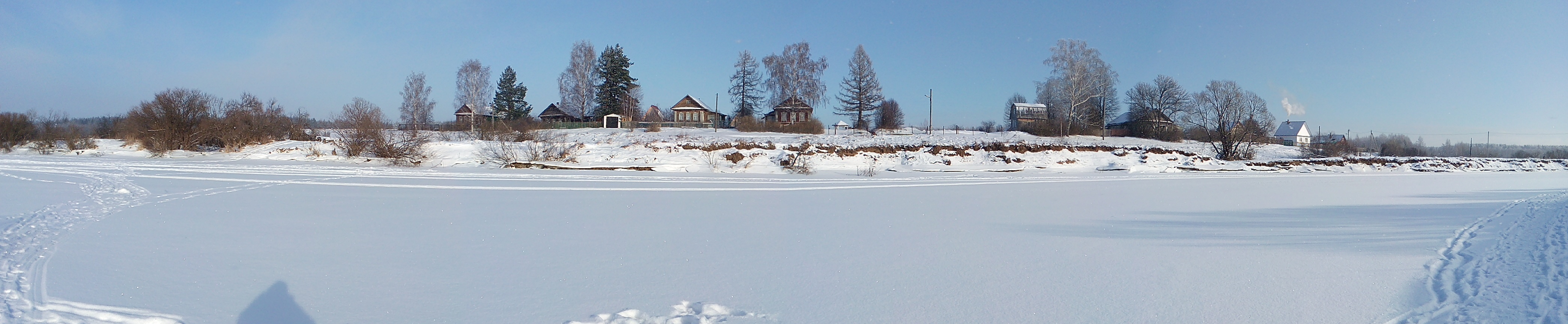
Вид на деревню Кощеево с противоположного берега